# ウィリアム・ヘンリー・スミス (1825-1891)
ウィリアム・ヘンリー・スミス（英: William Henry Smith, PC, FRS、1825年6月24日 - 1891年10月6日）は、イギリスの政治家、実業家。
W・H・スミスの社長として活躍した後、政界に転じ、保守党政権下で閣僚職を歴任した。

## 経歴

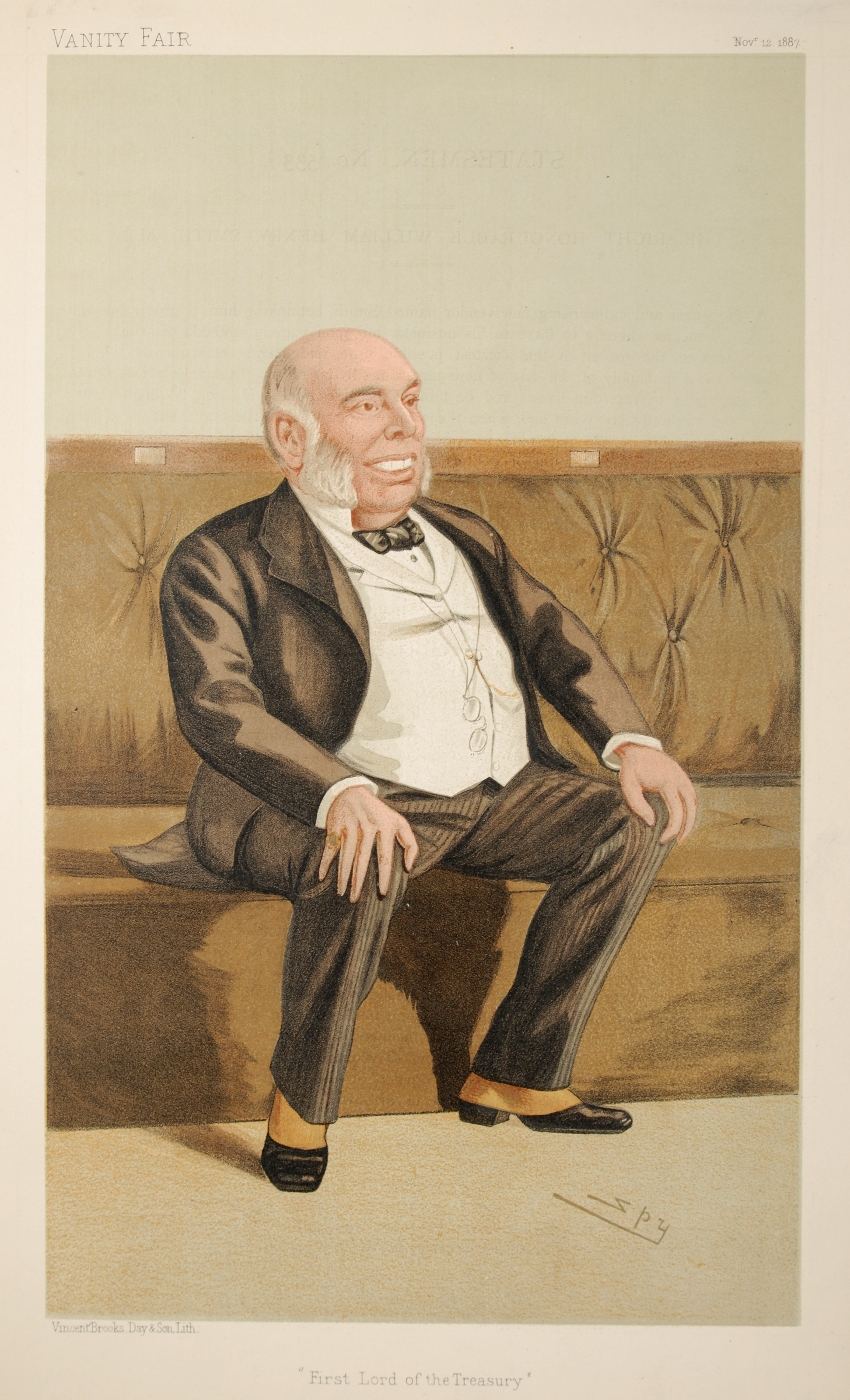
『バニティ・フェア』誌に描かれた似顔絵

1825年6月24日、新聞や書籍の販売業者W・H・スミスの創設者ウィリアム・ヘンリー・スミスの息子としてロンドン・グローブナー・スクエアのデュークストリートに生まれる。タヴィストックにあるグラマースクールを卒業した。
21歳の時（1846年）から父とともにW・H・スミスの経営に参画する。「鉄道狂時代」の中、駅の構内での書籍の販売業の拡大に成功し、1850年にはダブリン、バーミンガム、マンチェスター、リヴァプールに新聞の卸売倉庫を所持するに至った。1857年に父が引退し、代わって社長となる。やがて政治家への転身を希望し、政治活動の時間を作るために1864年にウィリアム・レスブリッジをパートナーとした。さらに1874年には政治に専念するため社長を辞職している。
1868年から1885年にかけてウェストミンスター選挙区選出の保守党所属の庶民院議員を務める。ついで1885年から死去する1891年まではストランド選挙区から選出された。
第2次ディズレーリ内閣では1874年から1877年まで財務政務次官、ついで1877年から1880年まで海軍大臣を務めた。
1880年にディズレーリ保守党政権は総選挙に敗れてグラッドストン率いる自由党に政権を奪われた。ディズレーリは、総選挙の敗北で崩れかけた保守党組織の引き締めを図るべく、スミスを委員長とする党改革委員会を設置させた。しかしスミスは委員会執行幹事のジョン・エルドン・ゴーストと対立を深め、ゴーストをランドルフ・チャーチル卿率いる党内反執行部勢力「第四党」に追いやってしまった。1882年7月6日には野党保守党を代表し、イギリス半植民地エジプトで発生したウラービー革命の武力鎮圧を訴え、グラッドストン政権に腰を上げさせた。
第1次ソールズベリー侯爵内閣では1885年6月から1886年1月まで陸軍大臣、ついで1886年1月中のごく短期間アイルランド担当大臣を務めた。第2次ソールズベリー侯爵内閣では1886年8月から1887年1月まで陸軍大臣、1887年から死去する1891年にかけては第一大蔵卿、庶民院院内総務を務めた。
1891年10月6日に五港長官の邸宅でケント州に位置するウォルマー城で死去した。66歳だった。

## 栄典
- 1877年、枢密顧問官（PC）[5]
- 1878年、王立協会フェロー（FRS）[3]

## 家族

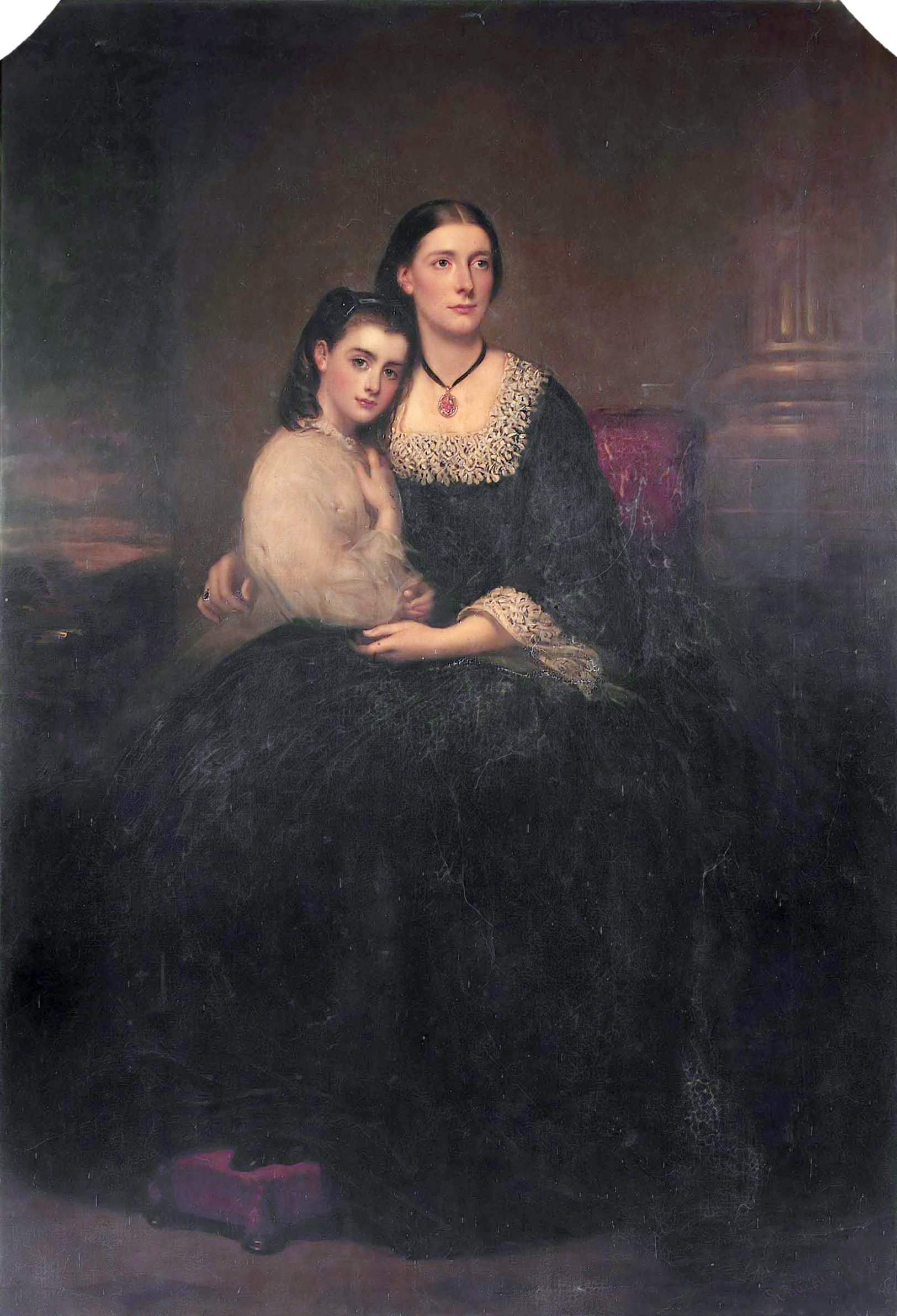
夫人の初代ハンブルデン女子爵エミリーと一女（リチャード・バックナー画）

1858年にエミリー・ダンヴァース（彼女は1891年に初代ハンブルデン女子爵に叙される）と結婚し、彼女との間に以下の6子を儲けた。
- 第1子（長女）マーベル閣下（？-1956）：第5代ハロービー伯爵（英語版）と結婚。
- 第2子（次女）エミリー・アン閣下（1859-1942）：海軍軍人サー・ウィリアム・アクランド准男爵（英語版）提督と結婚。
- 第3子（三女）ヘレン閣下（1860-1944）ヘンリー・シーモアと結婚
- 第4子（四女）ベアトリクス閣下（1864-1942）：陸軍軍人アルフレッド・ダイク・アクランド（英語版）と結婚。
- 第5子（長男）ヘンリー・ウォルトン（1865-1866）
- 第6子（次男）第2代ハンブルデン子爵フレデリック（英語版）（1868-1928）